# Zenon Wieczorek (motocyklista)
Zenon Wieczorek (ur. 2 stycznia 1940, zm. 18 listopada 1991 w Kielcach) – motocyklista SHL Kielce i Korony Kielce.
Jedenastokrotny mistrz Polski w:
- rajdach szybkich – 1964, 1965, 1969, 1972, 1973, 1974, 1975, 1977
- motocrossach – 1964, 1965
- wyścigach – 1964

Wywalczył również dziewięć srebrnych medali mistrzostw kraju. W 1969 roku wygrał 27 Motocyklowy Rajd Świętokrzyski. Ponadto czterokrotnie został wybrany najpopularniejszym sportowcem województwa kieleckiego w plebiscycie „Słowa Ludu” (1965, 1971, 1975, 1977).
Startował również w zawodach międzynarodowych. Wywalczył cztery złote (1963, 1964, 1972, 1973), cztery srebrne i jeden brązowy medal w Sześciodniówce. Dwukrotnie uplasował się na czwartej pozycji w mistrzostwach Europy w rajdach szybkich (1971, 1974). Ponadto w 1973 roku zajął w nich piąte, a w 1972 roku szóste miejsce.